# Metropolia Hue
Metropolia Hue – jedna z 3 metropolii kościoła rzymskokatolickiego w Wietnamie. Została erygowana 24 listopada 1960.

## Diecezje
- Archidiecezja Hue
  - Diecezja Ban Mê Thuột
  - Diecezja Đà Nẵng
  - Diecezja Kon Tum
  - Diecezja Nha Trang
  - Diecezja Quy Nhơn

## Metropolici
- Pierre-Martin Ngô Ðình Thục (1960-1964)
- Philippe Nguyễn Kim Ðiền (1964-1988)
- Etienne Nguyễn Như Thể (1994-2012)
- François Xavier Lê Văn Hồng (2012-2016)
- Joseph Nguyễn Chí Linh (od 2016)